# Aeroporto di Adana
L'aeroporto di Adana/Sakirpasa, (in lingua turca Adana Şakirpaşa Havalimanı) (IATA: ADA, ICAO: LTAF), è un aeroporto ubicato nella città di Adana nella provincia di Adana in Turchia. L'aeroporto venne aperto al traffico militare nel 1937. Dal 1956 è divenuto un aeroporto civile. Si trova a 3,5 km dal centro della città.
Dal 10 agosto 2024 è stato sostituito dall'aeroporto di Çukurova.

## Statistiche sul traffico
(*) Fonte: DHMI.gov.tr.